# 安楽寿院
安楽寿院（あんらくじゅいん）は、京都市伏見区竹田にある真言宗智山派の寺院。山号はなし。本尊は阿弥陀如来。京都の南に位置した鳥羽離宮の東殿に鳥羽上皇が造営した仏堂を起源とする皇室ゆかりの寺院である。境内に接して鳥羽天皇と近衛天皇の陵がある。

## 歴史

### 安楽寿院と鳥羽離宮
安楽寿院は京都市南郊の伏見区竹田に位置する。付近一帯は平安時代末期（11～12世紀）、院政の舞台となった鳥羽離宮の跡地であり、安楽寿院は離宮内に営まれた仏堂の後身である。鳥羽離宮（鳥羽殿とも言う）は、応徳3年（1086年）、時の白河天皇が退位後の居所として造営を始めたものであった。平安京の南に位置する鳥羽の地は桂川と鴨川の合流点にあたり、交通の要衝であるとともに風光明媚な土地でもあった。現在の近鉄竹田駅、名神高速道路京都南インターチェンジ付近が離宮の跡地で、東西約1.2～1.5 km、南北約1kmの範囲に御所、庭園、仏堂などが営まれた。最初に営まれた御所は後に南殿と称され、その後、北殿、泉殿、馬場殿、東殿、田中殿などが相次いで建設され、白河・鳥羽・後白河の3代の院政の舞台となった。
鳥羽離宮の各御所には白河上皇および鳥羽上皇によって仏堂が営まれた。最初に造営された南殿に付属した仏堂は証金剛院と呼ばれ、以下、北殿には勝光明院、泉殿には成菩提院、東殿には安楽寿院、田中殿には金剛心院が造営された。鳥羽離宮内の他の御所や仏堂が跡形もなく滅びた中にあって、安楽寿院のみが（建物は近世以降の再建であるが）、21世紀の今日まで法灯を伝えている。

### 創建
前述のように、安楽寿院は鳥羽離宮東殿に鳥羽上皇が営んだ仏堂（本尊は阿弥陀三尊）が起源で、創建は保延3年（1137年）のことである（鎌倉時代の史書『百錬抄』による）。当時は安楽寿院という寺号はなく、単に御堂と呼ばれていた。安楽寿院の名称の文献上の初見は康治2年（1143年）である。阿弥陀堂建立の2年後の保延5年（1139年）、右衛門督藤原家成によって三重塔が建てられた。後に本御塔（ほんみとう）と呼ばれるこの塔は上皇が寿陵（生前に造る墓）として造らせたものであり、上皇（康治元年・1142年に落飾して法皇となる）が保元元年（1156年）に没した際にはこの本御塔が墓所とされている。現在の安楽寿院の本尊である阿弥陀如来像は、この本御塔の本尊として造られたものと推定されている。その後久安4年（1148年）頃には鳥羽法皇の皇后美福門院のために別の三重塔が建てられ、こちらを新御塔と称した。なお、美福門院は遺言により高野山に葬られており、新御塔には鳥羽法皇と美福門院との子で夭折した近衛天皇が葬られることになった。
安楽寿院には、他に九体阿弥陀堂、不動堂などが建てられていたことが記録から知られる。九体阿弥陀堂は前述の阿弥陀堂に対して「新御堂」と呼ばれ、久安3年（1147年）、民部卿藤原顕頼によって建てられた。安置する九体阿弥陀如来像は鳥羽法皇の病気平癒を祈って仏師長円に造らせたものであった（『百錬抄』による）。一方の不動堂は、久寿2年（1155年）藤原忠実によって建てられたもので、仏師康助作の不動明王像を安置していた（平信範の日記『兵範記』による）。現在、安楽寿院の近くにある北向山不動院の本尊不動明王坐像がこの康助作の不動像であると推定されている。
安楽寿院には日本各地から膨大な荘園が寄進され、最盛期には32ヶ国63ヶ荘にも及んだ。これらは安楽寿院領（後に娘の八条院暲子に引き継がれて八条院領と称される）として、皇室（大覚寺統）の経済的基盤となった。

### 中世以降

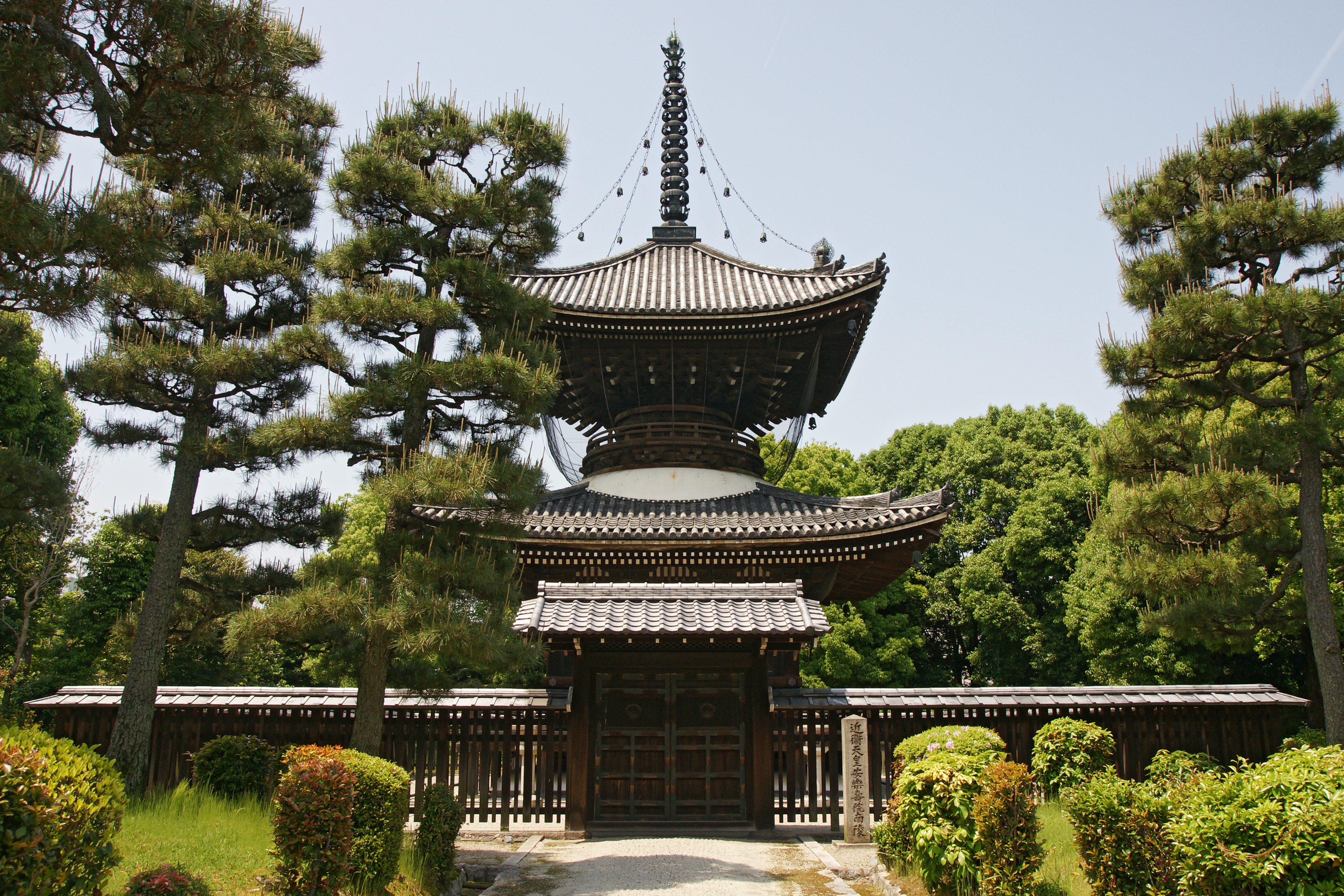
近衛天皇安楽寿院南陵

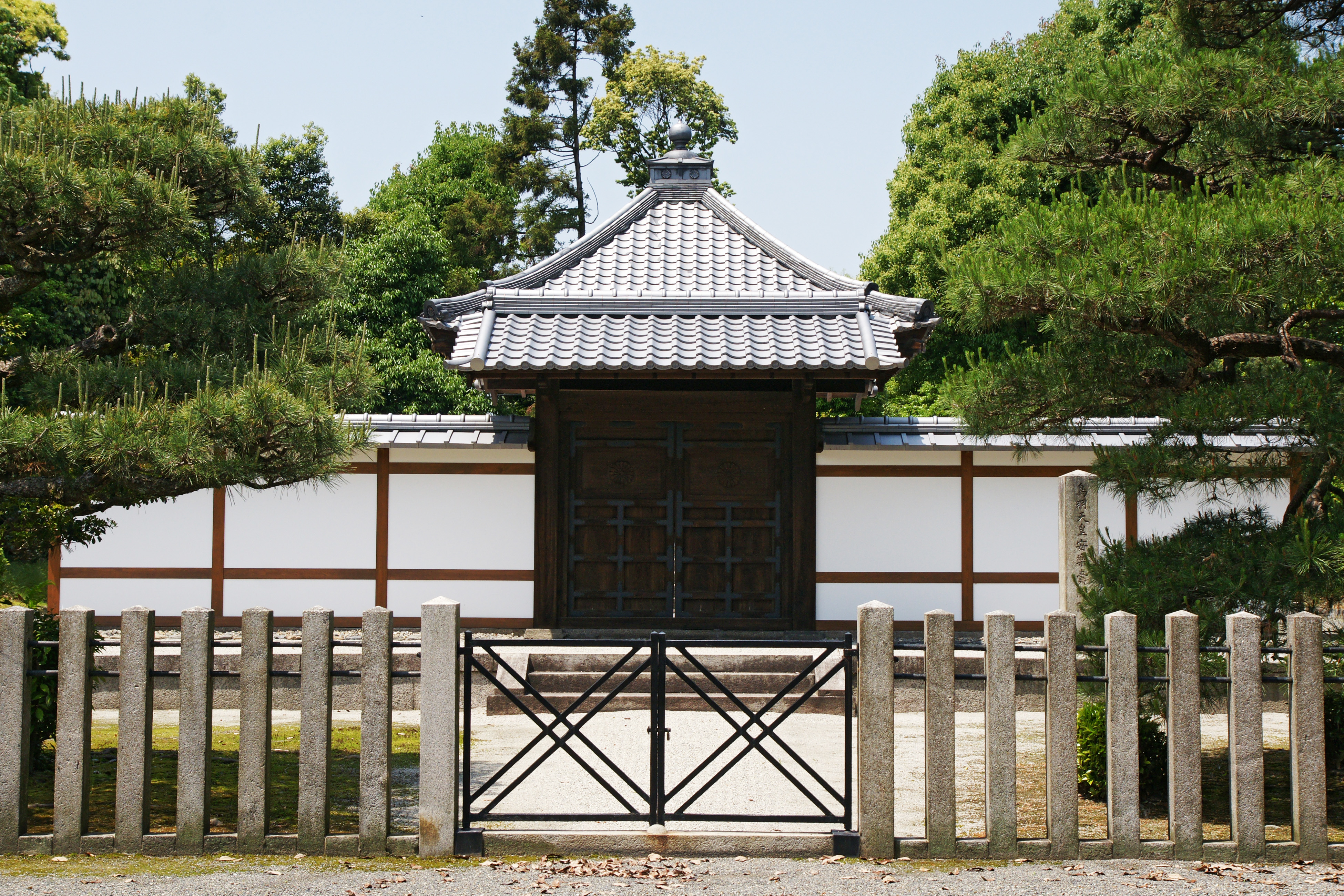
鳥羽天皇安楽寿院陵

その後、寺は永仁4年（1296年）と天文17年（1548年）に火災に遭い、文禄5年（1596年）の慶長伏見地震でも被害を受けて、創建当初の仏堂や、鳥羽天皇・近衛天皇の陵であった2基の三重塔（本御塔・新御塔）は失われてしまった。本御塔は慶長17年（1612年）に仮堂が建てられた後、幕末の元治元年（1864年）、瓦葺き宝形造屋根の仏堂として再興された。この建物は安楽寿院西側に現存し、鳥羽天皇安楽寿院陵として現在は宮内庁の管理下にある。一方の新御塔は豊臣秀頼が片桐且元を奉行として慶長11年（1606年）多宝塔形式で再建したものが寺の南側に現存し、近衛天皇安楽寿院南陵としてやはり宮内庁の管理下にある。天皇の陵墓に多宝塔を用いる稀有な例である。同年には鐘楼も秀頼の手で再建されている。
豊臣秀吉によって寺領500石を安堵されている。江戸時代には塔頭が12院5坊あり学山として栄えたが、現在の安楽寿院は6つ存在した有力子院のうちの前松院が寺籍を継いでいるものである。幕末には安楽寿院が鳥羽・伏見の戦いの本営となった。

## 境内
境内には大師堂、阿弥陀堂（薬師堂とも）、書院・庫裏などが建つがいずれも近世以降のものである。本尊を安置する阿弥陀堂よりも弘法大師（空海）像を安置する大師堂の方が規模が大きい。
- 阿弥陀堂（薬師堂） - 本堂。1959年（昭和34年）再建。本尊・阿弥陀如来坐像を安置していた。なお、現在阿弥陀如来像は境内西側の収蔵庫に移されている。
- 大師堂 - 慶長元年（1596年）の慶長大地震で倒壊した新御塔の材を用いて建てたもの。
- 鐘楼 - 慶長11年（1606年）に豊臣秀頼によって再建されたものであるが、後世に修復されているので現在は柱、梁に当時の材を残すのみである。
- 三如来石仏 - 釈迦三尊像と薬師三尊像がある。阿弥陀三尊像は京都国立博物館に寄託されて庭に設置されている。
- 三宝荒神社
- 収蔵庫
- 書院・庫裏 - 寛政7年（1795年）建立。同じ建物で内部で分かれている。
- 五輪塔 - 寺の北西に位置する老人ホームの前にあり、弘安10年（1287年）の銘がある。
- 仏堂 - 鳥羽天皇安楽寿院陵。元治元年（1864年）再建。現在は宮内庁の管理下にある。
- 多宝塔 - 近衛天皇安楽寿院南陵。慶長11年（1606年）に豊臣秀頼が片桐且元を奉行として多宝塔形式で再建したもの。現在は宮内庁の管理下にある。

## 文化財

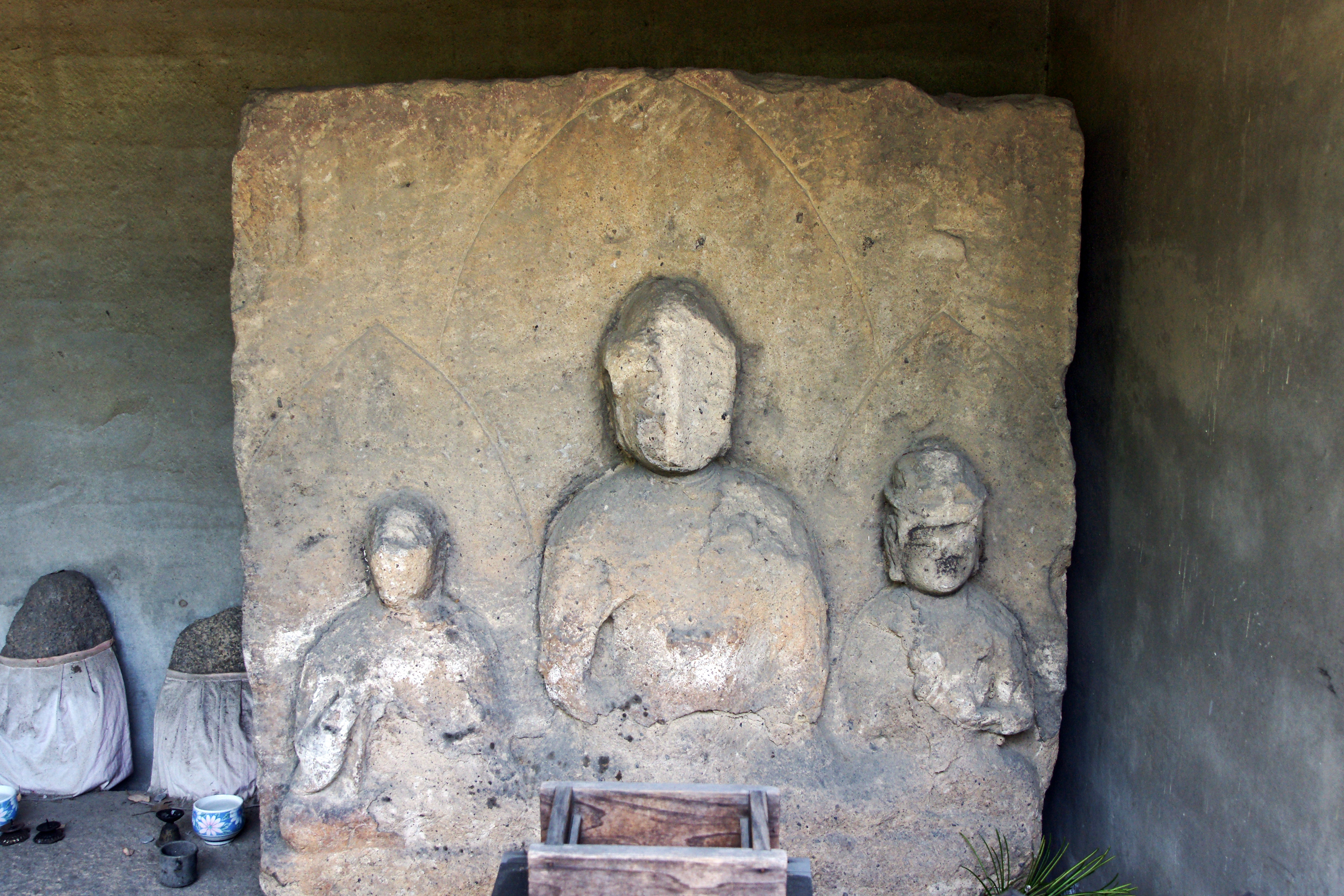
三尊石仏（伝・釈迦三尊）

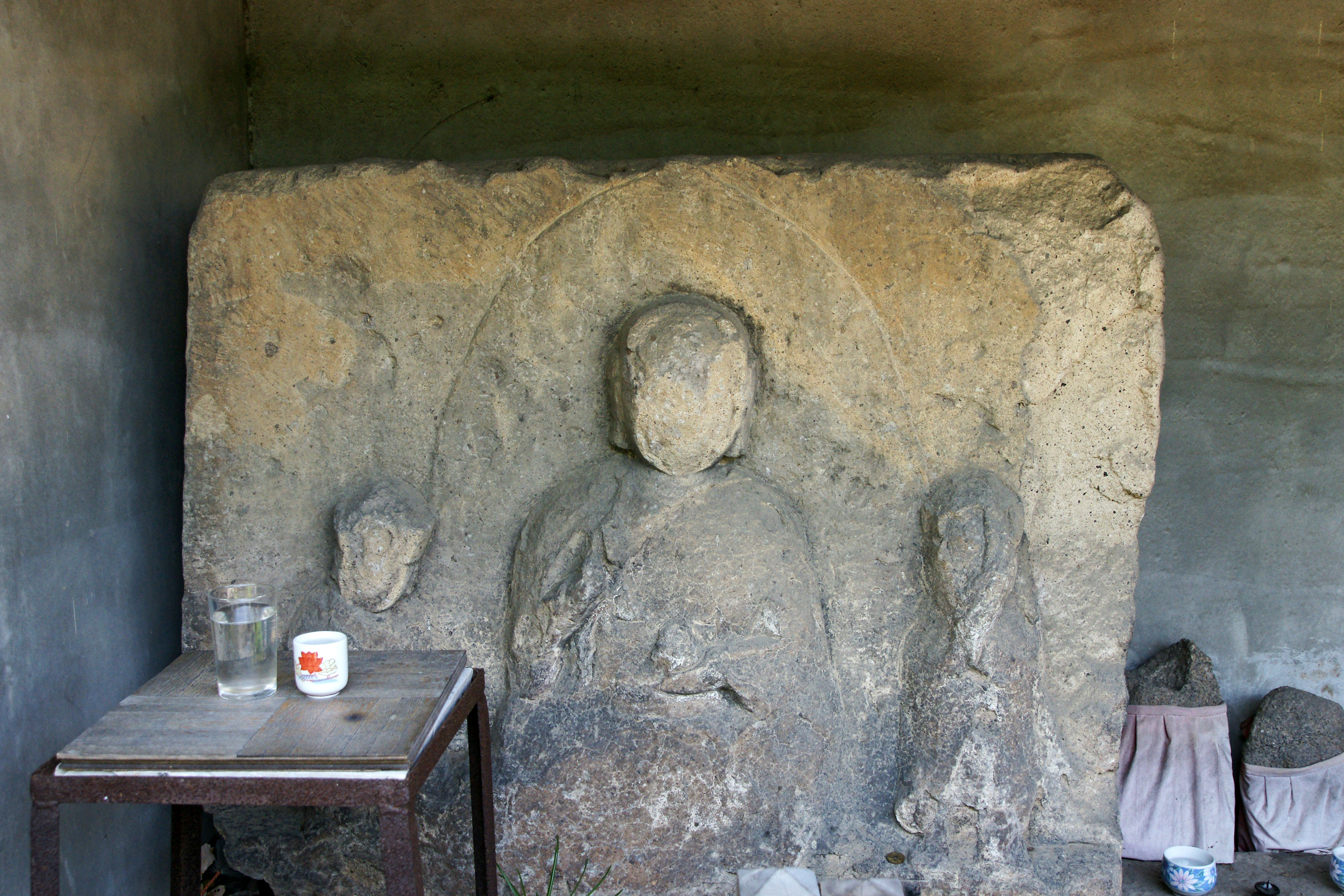
三尊石仏（伝・薬師三尊）

### 重要文化財
- 木造阿弥陀如来坐像

像高87.6cmの寄木造。平安時代末期に皇族・貴族の間でもてはやされた定朝様（じょうちょうよう）の穏やかな作風の仏像である。胸の中央に卍を刻むことから卍阿弥陀の称がある。光背の中心部分と台座の大部分も当初のものである。台座は各所に宝相華文を浮き彫りし、像表面だけでなく胎内にも金箔を押す入念な作である。台座内に天文23年（1554年）の修理銘があり、そこに「西御塔本尊」とあることなどから、保延5年（1139年）に建てられた三重塔（本御塔）の本尊として造られたものと推定されている。作者は不明であるが、同じ鳥羽離宮内の勝光明院などの造仏を手がけていた当時の著名な仏師・賢円の作かと推定されている。
- 絹本著色普賢菩薩像
- 絹本著色孔雀明王像
- 絹本著色阿弥陀二十五菩薩来迎図（阿弥陀聖衆来迎図）[注 4]
- 五輪塔 - 弘安十年（1287年）銘

### 京都府指定有形文化財
- 紙本著色高祖大師秘密縁起

### 京都市指定史跡
- 境内

### その他
- 石造三尊像3点

釈迦三尊、薬師三尊、阿弥陀三尊と呼ばれる3点の石仏で、平安時代末期の作。鳥羽離宮内にあった成菩提院跡から江戸時代に出土したものという。石質がもろいため剥落が激しい。釈迦三尊と薬師三尊は大師堂手前の小屋内にあり、もっとも保存状態のよい阿弥陀三尊像は京都国立博物館に寄託されている（博物館の前庭に設置されている）。

## 所在地・アクセス
- 京都市伏見区竹田中内畑町74
- 近鉄京都線・京都市営地下鉄烏丸線 竹田駅下車、徒歩数分。

※拝観は事前の許可が必要。